# 米斯坎蒂湖

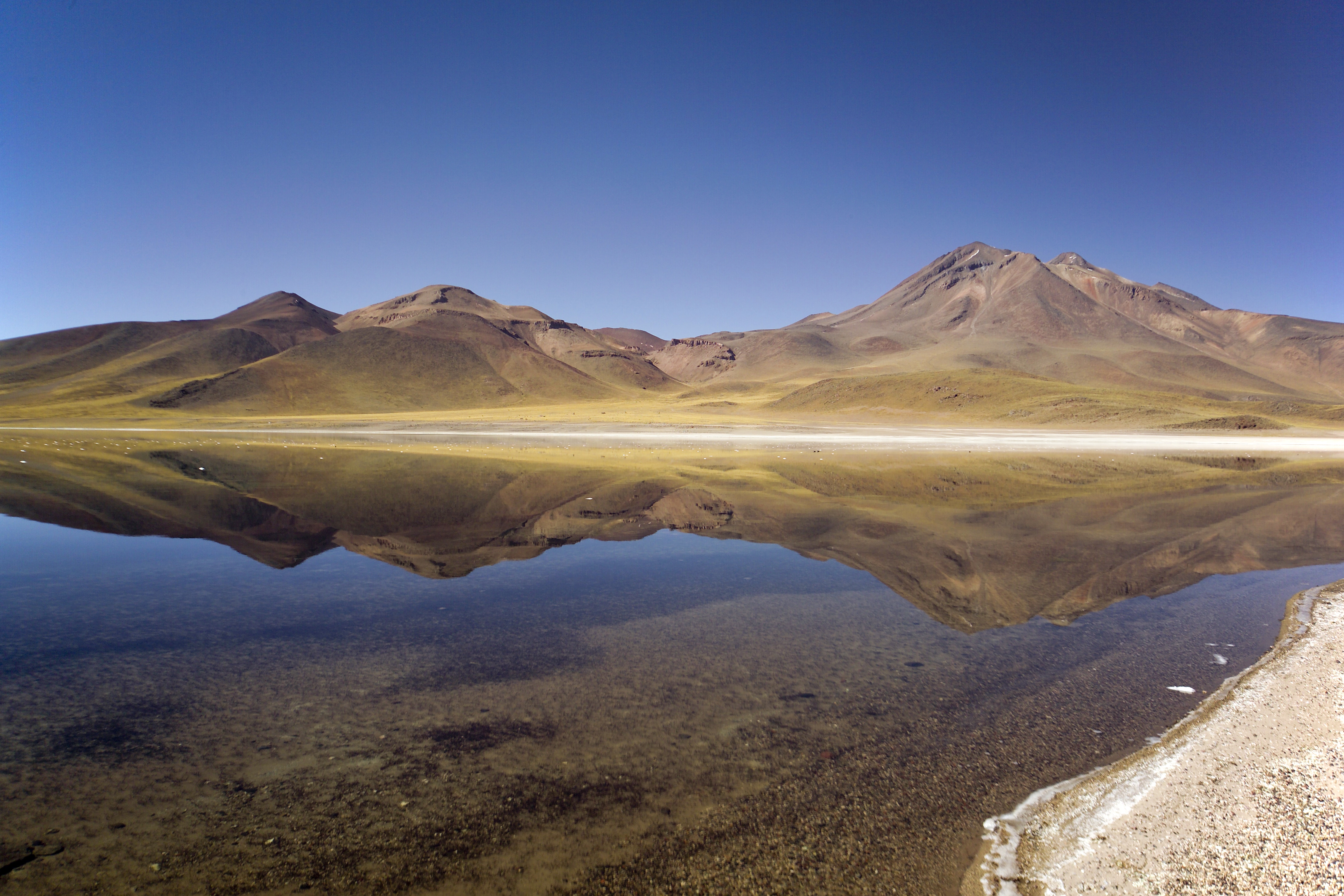

23°44′S 67°47′W / 23.733°S 67.783°W
米斯坎蒂湖（西班牙語：Laguna Miscanti），是智利的湖泊，位於該國北部安托法加斯塔大區，面積13.4平方公里，集水區面積303平方公里，海拔高度4,120米，最大水深10米。

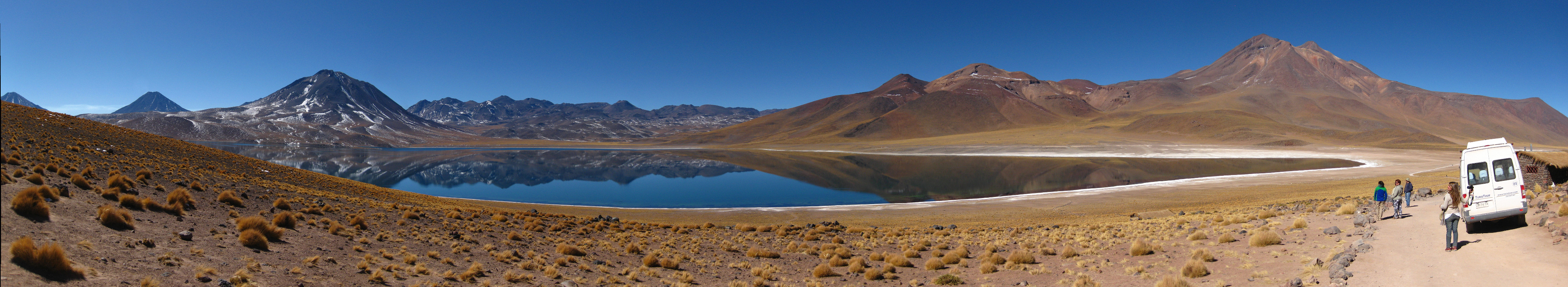